# Concord (Carolina do Norte)
Concord é uma cidade localizada no estado norte-americano de Carolina do Norte, no Condado de Cabarrus.

## Demografia
Segundo o censo norte-americano de 2000, a sua população era de 55.977 habitantes.
Em 2006, foi estimada uma população de 62.587, um aumento de 6610 (11.8%).

## Geografia
De acordo com o United States Census Bureau tem uma área de 133,6 km², dos quais 133,6 km² cobertos por terra e 0,0 km² cobertos por água. Concord localiza-se a aproximadamente 247 m acima do nível do mar.

## Localidades na vizinhança
O diagrama seguinte representa as localidades num raio de 1 localizada no rio de janeiro